# Zdania pytajne w łacinie
Zdania pytajne w łacinie są to zdania wprowadzone przez zaimek pytajny lub partykułę pytajną; w języku literackim zdania pytajne, o których tego, że są pytajne, dowiadujemy się tylko z kontekstu, występują rzadziej (np. Catull. 29,5: Cinaede Romule, haec videbis et feres?).
Z punktu widzenia składni zdania pytajne dzielą się na dwie grupy:
- Interrogationes rectae, czyli zdania pytajne niezależne
- Interrogationes obliquae, czyli zdania pytajne zależne.

## Interrogatio recta
Zdania pytajne niezależne dzielą się logicznie na dwie podgrupy:
- pytania wyrazowe: mówiący pyta o konkretną rzecz lub sprawę, oczekuje uzupełnienia informacji, np. quid hoc sibi vult?, ubi habitas?, cur taces?, unde tibi haec nota sunt? itp.

- pytania treściowe: mówiący prosi o rozstrzygnięcie kwestii, oczekuje odpowiedzi twierdzącej lub przeczącej.

Pytania treściowe wprowadzają następujące partykuły:
- -ne (enklityczna), pol. czy, o zabarwieniu neutralnym; np. videsne illam urbem?
- num, pol. czyż, sugeruje odpowiedź przeczącą; np. num tu, qui omnis salvos vis, Catilinam salvum esse voluisti?
- nonne, pol. czyż nie, sugeruje odpowiedź twierdzącą; np. nonne haec nota sunt omnibus?
- an, anne, an non, pol. czy, czyż, czy może, czyż nie, różne warianty zdań powiązanych z treścią poprzedniej wypowiedzi - partykuły te nigdy nie wprowadzaja zdań oderwanych; np. audistis? an me ludit insania?

Pytania rozłączne wprowadza się przez utrum ... an ... an ...; -ne ... an ... an ..., albo samo ... an ... an .... Np. utrum hoc tu parum commeministi, an ego non satis intellexi, an mutasti sententiam?
Pytania rozłączne rozstrzygające, w których drugi człon jest prostym zaprzeczeniem pierwszego, wprowadza się przez utrum ... annon; np. utrum data est opera, ut sciretur, annon?; wyraz utrum może zostać, jak powyżej, pominięty, np. dic enim, tabulas habes annon?

## Interrogatio obliqua
Zdanie pytajne zależne jest to zdanie podrzędne dopełnieniowe wprowadzone przez zaimek pytajny lub partykułę pytajną. Jako zdanie pytajne ma cechy opisanego wyżej zdania pytajnego niezależnego; natomiast jako zdanie podrzędne ma cechy zdania dopełnieniowego, a co za tym idzie, jego orzeczenie stoi w coniunctiwie i podlega zasadzie następstwa czasów (consecutio temporum) na ogólnych zasadach. Poza tym zdanie pytajne zależne nie ma intonacji pytającej, przeto nie stawiamy po nim znaku zapytania.
Przykłady:
- Dicam tibi, quid hoc sibi velit.
- Scio, ubi habites.
- Meminit Caesar, unde tibi haec nota essent.
- Dominus servum interrogavit, an aedilem invitasset.
- Hannibal imperavit puero, ut sibi nuntiaret, num undique obsideretur.

Spójnik nonne kładzie się w zdaniach pytajnych zależnych tylko po quaero, w sensie pytam. Poza tym zdanie takie może być wprowadzone przez si (pol. czy by, czy by nie) po czasownikach lub wyrażeniach oznaczających, że coś się dzieje na próbę (np. conor - próbuję, sprawdzam, czy by), albo, że się oczekuje, czy się coś zdarzy (np. exspecto - czekam, czy by).
Pewna różnica występuje w pytaniach rozłącznych, których drugi człon zastąpiony jest negacją pierwszego. W pytaniach rozłącznych niezależnych występuje na końcu wyraz annon - natomiast w pytaniach rozłącznych zależnych stoi tu na ogół necne:
- Zd. niezależne: Potuitne Roscius ex societate suam partem petere annon?
- Zd. zależne: Quaero, potueritne Roscius ex societate suam partem petere necne.